# Pièce bien faite
Pièce bien faite (výslovnost [pjɛs bjɛ̃ fɛt]; anglicky: well-made play; doslovně: dobře udělaný kus).
Forma francouzského divadla vzniklá v 19. století, kterou zpopularizovali francouzští dramatici Eugène Scribe a Victorien Sardou. Míní se jí virtuózita zápletky, perfektní načasování akcí, přesné příchody jednotlivých postav, náhlé zvraty děje, prvek tajemství a momenty překvapení. Kromě dramat Scribeho a Sardoua jsou příkladem takových her např. Domeček pro panenky Henrika Ibsena nebo Past na myši Agathy Christie.
V moderní řeči kritiků je tento termín považován za poněkud pejorativní. Používá se k označení děl příliš vykonstruovaných, příliš elegantních a her spíše bulvárního charakteru.